# Valentino Gerratana
Valentino Gerratana (Scicli, 14 febbraio 1919 – Roma, 16 giugno 2000) è stato un filosofo italiano.

## Biografia
Partecipa giovanissimo alla resistenza a Roma, nelle file dei GAP, legandosi a Carlo Salinari e Giaime Pintor, conosciuto nel 1939 al corso allievi ufficiali di Salerno, e ricordato dopo la morte nell'introduzione a Sangue d'Europa. Dopo la caduta del fascismo prende parte alla ricostruzione del PCI romano e si laurea in giurisprudenza presso l'università della capitale. Collaboratore di numerose riviste politiche e teoriche (Rinascita, Società, Il Contemporaneo, Critica marxista, Il Calendario del Popolo), diviene caporedattore de l'Unità ed entra in contatto con gli intellettuali legati alla casa editrice Einaudi. Docente di Filosofia all'Università di Salerno dalla fine degli anni sessanta, passa all'Università di Siena, per tornare nel 1976 alla Facoltà di Lettere dell'Università di Salerno, dove conclude la carriera accademica nel 1989.
Studioso sobrio e rigoroso del marxismo, ha curato l'edizione critica degli Scritti politici di Antonio Labriola, ma è ricordato, soprattutto, per la sua innovativa edizione critica dei Quaderni del carcere di Antonio Gramsci. La sua edizione, con un'accurata ricostruzione cronologica, archiviò definitivamente l'edizione tematica curata da Palmiro Togliatti e Felice Platone e pubblicata da Einaudi tra il 1948 e il 1951. Il lavoro di Gerratana contribuì a mettere in luce lo stile "frammentario" e "antidogmatico" di Gramsci. Fu tra i promotori della International Gramsci Society e tra i fondatori e primo presidente della International Gramsci Society Italia, che dal 2003 ha ripetutamente bandito un premio alla sua memoria.

## Opere principali
- L'eresia di Jean-Jacques Rousseau, Roma, Editori Riuniti, 1968
- Ricerche di storia del marxismo, Roma, Editori riuniti, 1972, ISBN 9788835904137, LCCN 73328190.
- Antonio Labriola di fronte al socialismo giuridico, Milano, Giuffrè editore, 1975
- Gramsci. Problemi di metodo, collana Nuova biblioteca di cultura, Roma, Editori riuniti, 1997, ISBN 883594189X, LCCN 99205606.

### Curatele
- Friedrich Engels, Antidühring. A cura di Valentino Gerratana, collana Biblioteca del pensiero moderno, 2ª ed., Roma, Editori riuniti, 1968, LCCN 70429893.